# Batalla de Solferino
La batalla de Solferino tuvo lugar el 24 de junio de 1859, en la localidad de Solferino en Italia. El ejército austriaco, al mando de Francisco José I, de unos 100 000 hombres, fue derrotado por los ejércitos de Napoleón III de Francia y del Reino de Cerdeña, comandado por Víctor Manuel II, con una fuerza aproximada de 118 600 hombres. La batalla se enmarca dentro del proceso de Unificación Italiana. Después de nueve horas de batalla, las tropas austriacas fueron forzadas a rendirse. Las bajas en el bando aliado fueron de 2492 muertos, 12 512 heridos y 2922 capturados o desaparecidos. Más de 3000 soldados austríacos murieron, 10 807 fueron heridos y 8638 capturados o desaparecidos.
Después de esta batalla, Henri Dunant, testigo de la agonía y sufrimiento de los heridos abandonados en el campo de batalla (posteriormente relatadas en su obra "Un recuerdo de Solferino" de 1862) se sintió motivado para crear una organización de ayuda a los heridos, que años más tarde se llamaría Comité Internacional de la Cruz Roja.

## Antecedentes
Fruto del tratado secreto de Turín, el gran ejército de Napoleón III acudió en ayuda de Piamonte, invadido por Austria tras negarse a la desmovilización inmediata. Tras una serie de batallas sin resultado claro, rechazaron a los austriacos, quienes se habían reagrupado y se aventuraron imprudentemente a una confrontación con los franceses.

## La batalla
El ejército austriaco, al mando del emperador en persona, vadeó el río Mincio y ocupó una serie de alturas cercanas, con la ciudad de Solferino en el centro de su línea.
El ataque francés comenzó en el ala izquierda enemiga, ocupando Medole. En el centro, los austriacos mantenían posiciones y, a su derecha, el general Benedek resistía los continuos ataques de todo el ejército piamontés.
Los franceses, temiendo que refuerzos austriacos desde el sur pudieran rodear su vulnerable flanco izquierdo, decidieron atacar el centro austriaco en Solferino. La artillería bombardeó el pueblo, causando numerosas bajas, y después la infantería se lanzó al asalto. Tras duros combates, se apoderaron de la ciudad y penetraron en las líneas austriacas.
Benedek mantenía el flanco derecho austriaco, pero en el izquierdo la situación pronto degeneró y los franceses obligaron a los austriacos a ceder terreno. En el centro, perdido el control de Solferino, los austriacos evacuaron Cavriana, antes de que una terrible tormenta pusiera fin a las operaciones. 
La matanza con las nuevas armas, fusiles y cañones de cañón estriado que permitían una alta precisión y potencia de fuego, no fue especialmente sangrienta comparada con otras del siglo XIX, pero la contemplación de las cerca de 38 000 víctimas en el campo de batalla motivó al empresario suizo Henry Dunant a organizar la ayuda a todos los heridos, sin distinción de bandos (bajo el lema local Tutti fratelli, todos hermanos), y después promover la fundación de la Cruz Roja Internacional.
En Solferino no se llegaron a utilizar por primera vez fusiles de repetición, debido a que hubo que esperar a las innovaciones del fusil Henry (1860), Spencer (1861) y el rifle Winchester (1868).

### Resultados
La batalla fue particularmente agotadora, duró más de nueve horas y resultó en la muerte de más de 2.386 soldados austriacos, 10.807 heridos y 8.638 desaparecidos o capturados. Los ejércitos aliados también sufrieron un total de 2.492 muertos, 12.512 heridos y 2.922 capturados o desaparecidos. Los informes de soldados heridos y moribundos que recibieron disparos o bayoneta en ambos lados se sumaron al horror. Al final, las fuerzas austriacas se vieron obligadas a ceder sus posiciones y los ejércitos aliados franco-piamonteses obtuvieron una victoria táctica, pero costosa. Los austriacos se retiraron a las cuatro fortalezas de el Cuadrilátero, y la campaña esencialmente terminó.

## Consecuencias

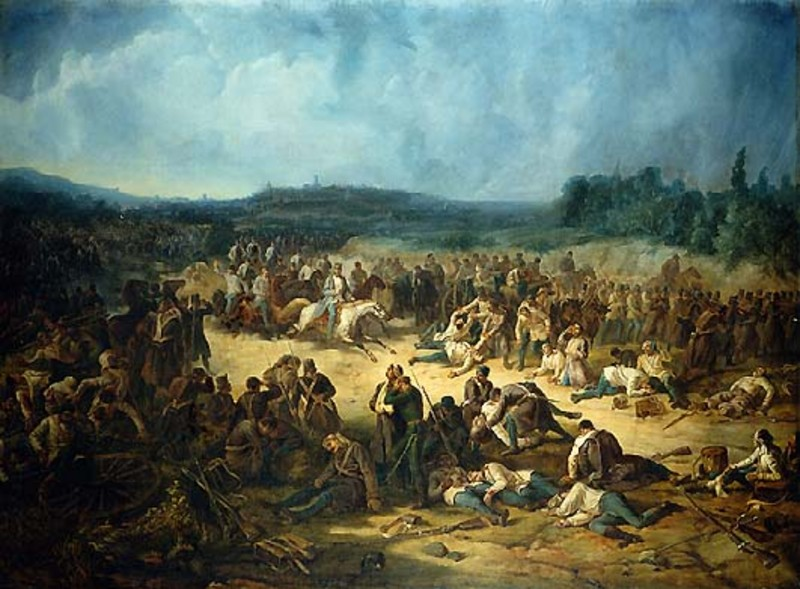
Henry Dunant en Solferino

Napoleón III se sintió conmovido por las pérdidas, ya que había argumentado en 1852 que "el Imperio francés es paz", y por razones que incluían la amenaza prusiana y las protestas internas de los católicos, decidió poner fin a la guerra con el Armisticio de Villafranca el 11 de julio de 1859. Los piamonteses ganaron Lombardía pero no Venecia. Camillo Benso, conte di Cavour, dimitió. El Reino de Italia fue proclamado en 1861.
Esta batalla tendría un efecto a largo plazo en la conducción futura de acciones militares. Jean-Henri Dunant, quien fue testigo de las secuelas de la batalla en persona, fue motivado por el terrible sufrimiento de los soldados heridos que quedaron en el campo de batalla para comenzar una campaña que eventualmente resultaría en la Convención de Ginebras y el establecimiento de la Cruz Roja Internacional. El Movimiento organizó la conmemoración del 150 aniversario de la batalla entre el 23 y el 27 de junio de 2009. La Presidencia de la Unión Europea adoptó una declaración en la ocasión en la que declara que "Esta batalla también fue la base sobre la cual la comunidad internacional de Estados ha desarrollado y adoptado instrumentos de Derecho Internacional Humanitario, las normas de derecho internacional pertinentes en tiempos de conflicto armado, en particular los cuatro Convenios de Ginebra de 1949, cuyo 60 aniversario será se celebrará este año."
En 2019, se llevó a cabo un importante evento conmemorativo en el antiguo campo de batalla en presencia de Karl von Habsburg, el jefe de la Casa de Habsburgo, representantes de la Orden de San Jorge y los presidentes de la Sociedad de Solferino y San Martino para enfatizar la paz de las naciones. Se colocaron coronas de flores en los cementerios y se honró al museo. Durante el evento, la batalla fue recreada por cientos de voluntarios.

## El campo de batalla hoy
El área contiene una serie de monumentos conmemorativos de los eventos que rodearon las batallas.
Hay una torre circular, Torre de San Martino della Battaglia, que domina el área, un monumento a Víctor Manuel II. Tiene 70 m de altura y fue construido en 1893. En el pueblo hay un museo, con uniformes y armas de la época, y una capilla osario.
En Solferino también hay un museo que exhibe armas y recuerdos de la época, y un osario que contiene los huesos de miles de víctimas.
Cerca de Castiglione delle Stiviere, donde muchos de los estandartes fueron tomadas después de la batalla, es el sitio del museo de la Cruz Roja Internacional, centrándose en los acontecimientos que llevaron a la formación de esa organización.

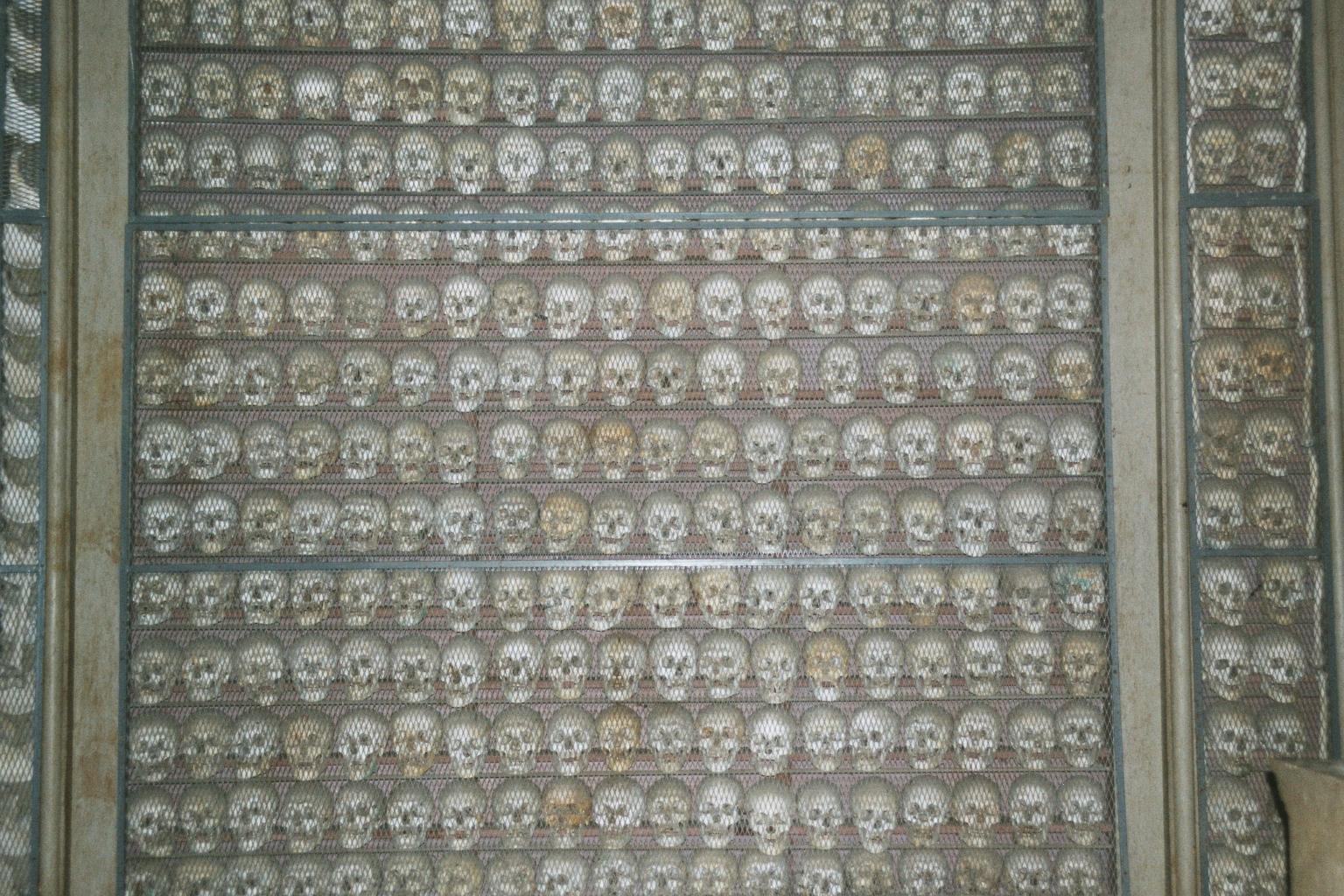
El osario de Solferino
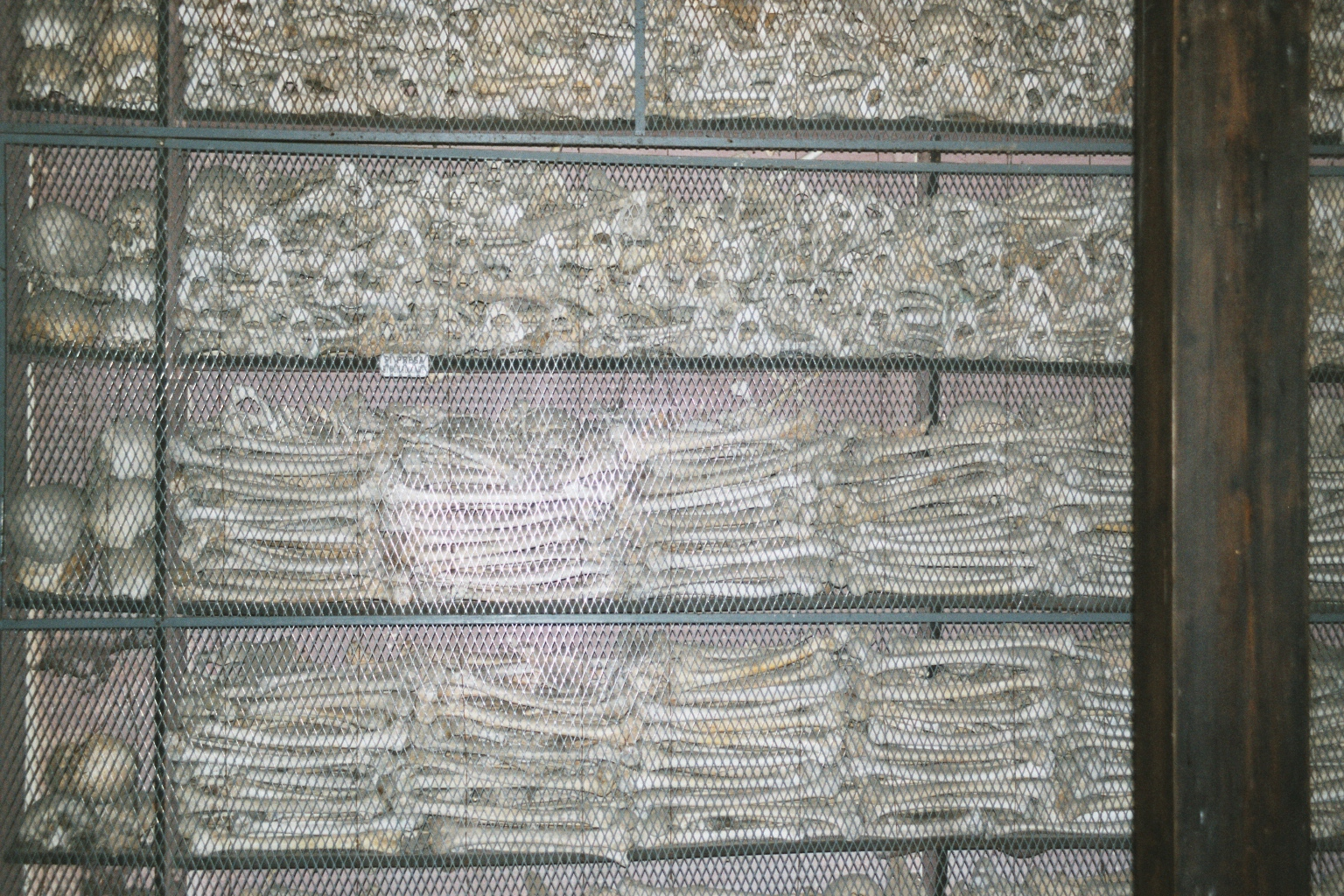